# Giovanni Colombo

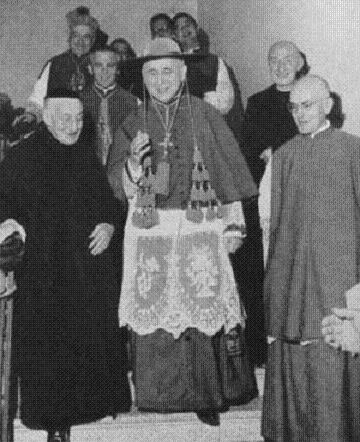
Giovanni Kardinal Colombo (Mitte) mit Galero

Kardinalswappen von Giovanni Colombo

Giovanni Umberto Kardinal Colombo (* 6. Dezember 1902 in Caronno Pertusella, Provinz Varese, Italien; † 20. Mai 1992 in Mailand) war Erzbischof von Mailand.

## Leben

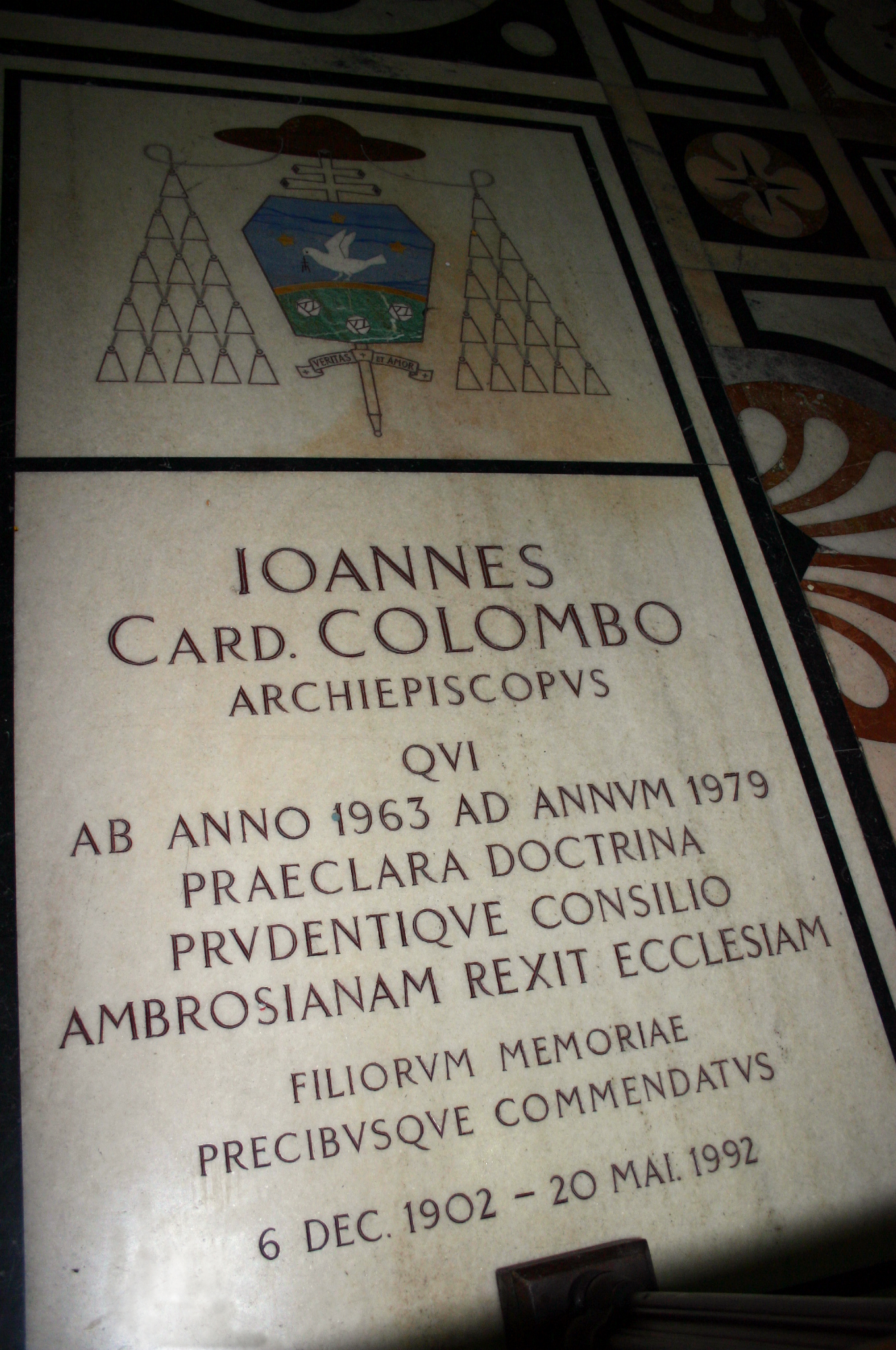
Grabplatte Kardinal Colombo (Dom zu Mailand)

Giovanni Colombo studierte an der Universität Mailand die Fächer Philosophie und Katholische Theologie. Er wurde im November 1925 Diakon und empfing am 25. Mai 1926 von Eugenio Kardinal Tosi das Sakrament der Priesterweihe und unterrichtete anschließend am Seminar und an der Universität von Mailand. In den Jahren 1939 bis 1953 leitete er als Regens das Knabenseminar in Mailand, von 1953 bis 1960 versah er die gleiche Aufgabe im Priesterseminar.
Am 25. Oktober 1960 ernannte ihn Papst Johannes XXIII. zum Titularbischof von Philippopolis in Arabia und Weihbischof im Erzbistum Mailand. Die Bischofsweihe spendete ihm Kardinal Giovanni Battista Montini, der spätere Papst Paul VI., am 7. Dezember desselben Jahres. Mitkonsekratoren waren der Erzbischof von Urbino, Anacleto Cazzaniga, und Giuseppe Schiavini, Titularbischof von Pharsalus und Weihbischof in Mailand. 1963 wurde Giovanni Colombo als Nachfolger Montinis zum Erzbischof von Mailand bestellt. Er nahm von 1962 bis 1965 am Zweiten Vatikanischen Konzil teil. Bereits vor dem Konzil war er Mitglied der Vorbereitungskommission für Seminare und Universitäten. Im Konsistorium vom 22. Februar 1965 nahm ihn Papst Paul VI. als Kardinalpriester mit der Titelkirche Santi Silvestro e Martino ai Monti in das Kardinalskollegium auf. Unter Kardinal Colombo fand in Mailand eine große Pastoralreform im Sinn des Zweiten Vatikanischen Konzils statt. Er nahm 1978 am August- sowie am Oktober-Konklave teil. Bei letzterem galt er vereinzelt selbst als papabile, soll aber als Unterstützer der Kandidatur von Giovanni Benelli angekündigt haben, eine Wahl abzulehnen.
Seinem Rücktrittsgesuch wurde am 29. Dezember 1979 von Johannes Paul II. stattgegeben. Ab Januar 1980 lebte er im Seminar Corso Venezia in Mailand. Giovanni Colombo starb am 20. Mai 1992 mit 89 Jahren an einem Herzinfarkt und wurde im Mailänder Dom bestattet. Bei der Trauerfeier zwei Tage später, die von Kardinal Carlo Maria Martini geleitet wurde, waren unter anderem Kardinalvikar Camillo Ruini, Giacomo Kardinal Biffi und Marco Kardinal Cé anwesend.